# Stije Resink
Stije Resink (Amsterdam, 28 maggio 2003) è un calciatore olandese, centrocampista del Groningen.

## Carriera
Stije Resink ha giocato nelle giovanili dell'AFC IJburg e dell'Almere City, dove nel 2021 ha firmato un contratto fino a metà del 2023. Ha esordito con l'Almere City il 15 gennaio 2021, nella partita persa 5-2 in trasferta contro lo Jong AZ Alkmaar. È entrato al posto di Faris Hammouti al 66'. Nella sua seconda partita, subentrato all'ultimo minuto contro il Dordrecht, ha fornito l'assist per il 3-0 di Hammouti.

## Statistiche

### Presenze e reti nei club
Statistiche aggiornate al 19 settembre 2023.
| Stagione        | Squadra          | Campionato      | Campionato | Campionato | Coppe nazionali | Coppe nazionali | Coppe nazionali | Coppe continentali | Coppe continentali | Coppe continentali | Altre coppe | Altre coppe | Altre coppe | Totale | Totale | Totale |
| Stagione        | Squadra          | Comp            | Pres       | Reti       | Comp            | Pres            | Reti            | Comp               | Pres               | Reti               | Comp        | Pres        | Reti        | Pres   | Reti   |        |
| --------------- | ---------------- | --------------- | ---------- | ---------- | --------------- | --------------- | --------------- | ------------------ | ------------------ | ------------------ | ----------- | ----------- | ----------- | ------ | ------ | ------ |
| 2020-2021       | Almere City      | 1D              | 5          | 0          | CO              | 0               | 0               |                    | -                  | -                  |             | -           | -           | 5      | 0      |        |
| 2021-2022       | Almere City      | 1D              | 20         | 0          | CO              | 0               | 0               |                    | -                  | -                  |             | -           | -           | 20     | 0      |        |
| 2022-2023       | Almere City      | 1D              | 36+4       | 4+0        | CO              | 2               | 0               |                    | -                  | -                  |             | -           | -           | 43     | 4      |        |
| 2023-2024       | Almere City      | ED              | 4          | 0          | CO              | 0               | 0               |                    | -                  | -                  |             | -           | -           | 4      | 0      |        |
| 2023-2024       | Jong Almere City | 2D              | 1          | 0          |                 | -               | -               |                    | -                  | -                  |             | -           | -           | 1      | 0      |        |
| Totale carriera | Totale carriera  | Totale carriera | 70         | 4          |                 | 2               | 0               |                    | -                  | -                  |             | -           | -           | 72     | 4      |        |